# إي أو إي (فرقة)
إي أو إي ((الكورية: 에이오에이)؛ بالإنجليزية: AOA؛ اختصار ل Ace of Angels) هي مجموعة فتيات كورية جنوبية تابعة لشركة إف إن سي إنترتينمنت. تتألف الفرقة من ثمانية أيدول (سابقًا) العضوات، جيمين، سو يونا، سو يوكيونغ، كيم تشانمي، شين هيجونغ، كيم سول هيون، وإوان مينا، وتتألف الآن الفرقة من سبعة عضوات من كل العضوات بستثناء سو يوكيونغ. بارك تشوا مينا ظهرت الفرقة لأول مرة بألبوم منفرد (Angels' Story) في 30 يوليو، 2012.

## أعضاء
- بارك تشوا (박초아) – عازفة قيتار، مغنية رئيسية[2][3]
- شين جيمين (신지민) – مغنية، عازفة قيتار، راب[3][4]
- سو يونا (서유나) – مغنية صوتية، keyboard[3][5]
- سو يوكيونغ  (서유경) – طقم طبول[3][6]
- شين هيجونغ  (신혜정) – مغنية صوتية، رقص[3][7]
- كوان مينا (권민아) – قرار، راب[3][8]
- كيم سول هيون  (김설현) – مغنية صوتية، رقص[3][9]
- كيم تشانمي  (김찬미) – راب، رقص[3][10]

## روابط خارجية
- اي او اي على موقع ميوزك برينز (الإنجليزية)
- اي او اي على موقع أول ميوزيك (الإنجليزية)
- اي او اي على موقع ديسكوغز (الإنجليزية)

الموقع الرسمي